# Hebephilie
Hebephilie (von Hebe, griechische Göttin der Jugend, und altgriechisch φιλία philia „Freundschaft“) ist die erotische und sexuelle Präferenz eines Erwachsenen für pubertierende Jungen und/oder Mädchen etwa im Alter zwischen 11 und 16 Jahren. Eine genaue Eingrenzung des Alters ist wegen des unterschiedlichen körperlichen und psychischen Einsetzens der Pubertät schwierig. Sie grenzt sich immer zur Pädophilie, der Zuneigung für vorpubertäre Kinder, ab. Im Falle einer Attraktion zu männlichen Jugendlichen spricht man meist von Ephebophilie, bei jugendlichen Mädchen von Parthenophilie. 
Manchmal wird der Begriff Hebephilie aber auch bezüglich der frühen Pubertät verwendet, und die anderen beiden auf die mittlere und späte Pubertät bezogen. Der Name Hebephilie wurde erstmals in den 1950er Jahren in Nordamerika verwendet; eine intensivere Erforschung dieser Präferenz findet insbesondere seit den frühen 2000er Jahren statt.
In den Sexualwissenschaften wird mehrheitlich die Auffassung vertreten, dass es sich bei der Hebephilie um eine eigenständige und klar von anderen Neigungen abgrenzbare Chronophilie handelt. Intensiv debattiert wird hingegen die Frage, ob sie als Paraphilie oder als nicht-pathologische Sexualpräferenz eingeordnet werden muss. Sie ist derzeit weder im DSM-5 noch in der ICD-11 als psychische Störung erfasst, jedoch wird seit 2008 regelmäßig über eine Aufnahme in zukünftige Auflagen der beiden Klassifikationssysteme diskutiert.

## Etymologie
Der Begriff wurde 1955/56 von dem Nordamerikaner Bernard C. Glueck eingeführt. Nach frühen Quellen von 1955 und 1957 wurde er von Paul Benedict 1955 oder früher geprägt. Namensgeberin ist Hebe, die griechische Göttin der Jugend.
Glueck verwendete den Begriff damals zur Unterscheidung von fünf Kategorien von (männlichen) Sexualverbrechern:
1. Vergewaltigung (Koitus mit Frauen)
2. heterosexuelle Hebephilie
3. heterosexuelle Pädophilie
4. homosexuelle Hebephilie
5. homosexuelle Pädophilie

Vor dem Zweiten Weltkrieg wurde der Begriff in Europa von manchen zur Bezeichnung einer „sexuellen Perversion“ verwendet, des weiblichen Gegenstücks zum „echten männlichen Fetischismus“, die etwa unter der Form des „Stofffetischismus“ vorkomme. Verwendet haben den Begriff beispielsweise Clérambault, Langlois und Kurt Beas.

## Definition
Im Einzelfall hängt die Präferenz für einen bestimmten Jungen oder ein bestimmtes Mädchen von deren ganz individueller körperlicher und geistiger Entwicklung ab. Auch ist die Präferenz einmal weiter und einmal sehr spezifisch. Bei Bezeichnungen in Statistiken muss man sich meist aufgrund des Datenmaterials auf ein Alter einigen.
In der Pubertät beginnt sich der Körper zuerst unmerklich zu verändern, und durchschnittlich ab 11/12 Jahren zeigen sich in Europa und den USA die sichtbaren Veränderungen wie Entwicklung der Schamhaare, Entwicklung der Brüste, Hoden- und Peniswachstum. 
Auch beginnen sich das Verhalten und die Interessen zu ändern. Für viele Pädophile schwindet die empfundene Anziehung, bestehende pädophile Beziehungen enden oder verändern sich wesentlich zu einem distanzierteren Verhältnis. Auch passt die eigentliche Definition der Pädophilie nicht mehr, die sich zentral auf präpubertäre, sehr kindhafte Jungen und Mädchen richtet.
Hebephilie beginnt somit in Abgrenzung zur Pädophilie, wenn die pubertären Veränderungen einsetzen. 
Somit ist das untere Alter für Hebephilie in Europa und Nordamerika mit 11 oder 12 Jahren anzusetzen. Das zentrale Alter für Mädchen liegt bei 12 bis 13 Jahren. Da bei Jungen die Pubertät in der Regel etwas später einsetzt, ist dort das Alter der Anziehung („Age of attraction“, AoA) in der Regel etwas höher anzusetzen. Die obere Grenze kann man bei 14 oder auch 15 Jahren ansetzen, speziell bei Jungen auch bei 16 Jahren. 
Da der Zweck des Reifevorgangs die biologische Fortpflanzungsfähigkeit ist, wird die Pubertät im wörtlichen Sinne mit ihr abgeschlossen. Diese tritt nach einer neueren schweizerischen Untersuchung im Mittel zwischen 11,9 und 13,5 Jahren ein. Spätere Veränderungen des jugendlichen Erscheinungsbildes sind daher von der Fortpflanzungsfähigkeit und damit auch von deren Reifevorgang unabhängig. Dabei treten abweichende Verwendungen auf. Bei der gemischten Pädo-Hebephilie liegt die präferierte Altersperiode zwischen der Kindheit bis inklusive 12 Jahre, manchmal 14, möglicherweise 15 Jahre.
Eine alternative Definition wird mit Hilfe der Tanner-Klassifikation vorgenommen. Die Hebephilie beschreibt demnach eine Präferenz für Kinder und Jugendliche, die sich in ihrer Entwicklung in den Tanner-Stadien II und III befinden. In Deutschland weisen Pubertierende eine diesen Stadien entsprechende Schambehaarung durchschnittlich zwischen 10,8 und 12,2 Jahren (Mädchen) bzw. zwischen 10,9 und 13,3 Jahren (Jungen) auf.
In der Szene der Knabenliebhaber („Boy Lover“) ist dieser Altersbereich im Begriff „Teenboy Lover“ enthalten und in etwa dessen zentraler Altersbereich. An die Hebephilie schließen Ephebophilie resp. Parthenophilie an.

## Forschung

### Verbreitung bei Männern
Es gibt (genau wie für sämtliche weitere Chronophilien) bisher keine zuverlässigen Daten darüber, wie häufig hebephile Neigungen in der Bevölkerung anzutreffen sind. Generell wird davon ausgegangen, dass es deutlich mehr Hebe- als Pädophile gibt, 
Hinweise darauf finden sich unter anderem in forensischen Stichproben aus dem nordamerikanischen Raum. Auch nicht-klinische Studien oder anonyme Befragungen von Männern mit einer Sexualpräferenz für Minderjährige kommen regelmäßig zu dem Ergebnis, dass wesentlich häufiger ein sexuelles Interesse an Pubertierenden als an vorpubertären Kindern angegeben wird.
Eine tschechische Studie aus dem Jahr 2020 hat jeweils rund 5.000 männliche und weibliche Probanden nach ungewöhnlichen sexuellen Interessen befragt. Dabei zeigte sich, dass unter den männlichen Studienteilnehmern 25,9 Prozent von einer mindestens mäßigen Ansprechbarkeit und 3,1 Prozent von einer Präferenz für Pubertierende berichteten. 
Viele weitere Befragungen ermittelten ausschließlich eine grundsätzliche Ansprechbarkeit auf Pubertierende und lassen daher nur sehr begrenzt Rückschlüsse auf die Verbreitung hebephiler Präferenzen zu. Unter anderem aufgrund unterschiedlicher Fragestellungen reichen die Ergebnisse hier von 0,9 (Kanada im Jahr 2014) oder drei Prozent (Finnland im Jahr 2013) bis hin zu 62 Prozent (Kanada im Jahr 1980). 
Im deutschen Sprachraum ergab eine Untersuchung an 466 männlichen Berlinern zwischen 40 und 79 Jahren, dass ungefähr 33,5 Prozent der Männer innerhalb der letzten zwölf Monate sexuell erregende Phantasien in Bezug auf pubertäre Mädchen und rund 7,5 Prozent auf pubertäre Jungen hatten. Forschern der Swansea University zufolge gibt es Hinweise darauf, dass juristische und soziale Normen die Beurteilung der Attraktivität junger Mädchen in wissenschaftlichen Studien möglicherweise beeinflussen.

### Verbreitung bei Frauen
In der Literatur sind nur selten Informationen über hebephile Frauen zu finden, weswegen angenommen wird, dass es erheblich weniger weibliche als männliche Hebephile gibt. Diese Vermutung wird durch mehrere Befragungen gestützt, in denen weniger als 0,1 Prozent der Teilnehmerinnen eine Präferenz für Pubertierende bejahten. Im Hinblick auf ein nicht-präferentielles Interesse gaben in einer 2020 veröffentlichten Studie des Universitätsklinikums Hamburg-Eppendorf rund 30 Prozent der befragten Frauen eine zumindest mäßige Ansprechbarkeit auf Kinder und Jugendliche des Tanner-Stadiums III an.

### Neurobiologische Untersuchungen
Ähnlich wie bei allen weiteren Sexualpräferenzen ist bisher nicht bekannt, wodurch hebephile Neigungen entstehen. Wissenschaftler des Centre for Addiction and Mental Health im kanadischen Toronto verglichen in mehreren Studien pädophile, hebephile und teleiophile Sexualstraftäter. 
Sie kamen zu dem Ergebnis, dass Pädophile und Hebephile im Vergleich zu Männern mit einer Sexualpräferenz für Erwachsene im Durchschnitt einen geringeren Intelligenzquotienten aufweisen, signifikant kleiner und häufiger Linkshänder sind, häufiger Kopfverletzungen vor ihrem 13. Lebensjahr erlitten haben und öfter die Schule abgebrochen haben. 
Die Werte der Hebephilen lagen dabei in der Regel ziemlich genau mittig zwischen denen der Pädo- und Teleiophilen.
Im Zusammenhang mit diesen Daten vermuteten die Forscher, dass bereits vor oder kurz nach der Geburt neurobiologische Besonderheiten bestünden, die Hebephilie verursachen könnten oder zumindest die Wahrscheinlichkeit für die Ausbildung einer hebephilen Neigung erhöhen könnten. Gestützt wird diese These durch mehrere MRT-Untersuchungen, die die Nordamerikaner in den letzten Jahren an Pädo-, Hebe- und Teleiophilen durchführten. 2007 führten sie eine Studie an 127 Männern durch, die ergab, dass die pädo- und hebephilen Männer der Stichprobe einen geringeren Anteil an weißer Substanz aufwiesen als die untersuchten Teleiophilen.

### Therapeutische Aspekte
In einer Studie des Netzwerks Kein Täter werden wurde eine Gruppe von 153 nicht justizbekannten hebephilen Männern untersucht. Es ergab sich, dass nur ein relativ geringer Teil der Hebephilen eine ausschließliche Ansprechbarkeit auf das pubertäre Körperschema aufwies. 
Nach der Berliner Klassifikation werden verschiedene Mischformen chronophiler Interessen unterschieden, wenn neben der Sexualpräferenz noch eine Ansprechbarkeit auf weitere Körperschemata besteht. 9,2 Prozent der Patienten wurden demnach als pädo-hebephil, 30,1 Prozent als pädo-hebe-teleiophil, 15,7 Prozent als ausschließlich hebephil und 45,1 Prozent als hebe-teleiophil klassifiziert. Insgesamt weisen nach den Daten der Studie knapp 39 Prozent der Hebephilen auch eine Ansprechbarkeit auf das präpubertäre Körperschema bzw. knapp 75 Prozent auch auf das erwachsene Körperschema auf.
Befragungen ergaben, dass die als hebephil diagnostizierten Männer einen ähnlich starken Leidensdruck verspürten wie Pädophile. Weiterhin stellte sich heraus, dass der weit überwiegende Teil der behandelten Patienten bereits sexuellen Missbrauch begangen hatte oder Kinderpornografie konsumierte.

## Einordnung
Während die Pädophilie von Sexualwissenschaftlern mehrheitlich als Paraphilie und die Ephebo- und Parthenophilie grundsätzlich als nicht-pathologische Sexualpräferenzen betrachtet werden, besteht über die Einordnung der Hebephilie Uneinigkeit. Sie ist weder im DSM-5 noch in der ICD-11 als Störung klassifiziert, in früheren Versionen der ICD umfasst die Diagnose der Pädophilie jedoch auch eine Präferenz zu Kindern in einem frühen Stadium der Pubertät. Sexualwissenschaftler, die die Hebephilie als Paraphilie einordnen, können eine „Sonstige Störung der Sexualpräferenz“ diagnostizieren.
Der kanadische Sexualwissenschaftler Ray Blanchard veröffentlichte 2008 gemeinsam mit James Cantor und weiteren Kollegen ein Papier, in dem eine Aufnahme der Hebephilie in das DSM vorgeschlagen wurde. Die Nordamerikaner führten eine phallometrische Studie an rund 900 männlichen Sexualstraftätern durch, um die Erregungsmuster verschiedener Gruppen zu untersuchen. 
Es ergab sich, dass Männer mit einer Präferenz zu vorpubertären Kindern (Pädophile), zu Pubertierenden im Alter von etwa elf bis vierzehn Jahren (Hebephile) und zu Erwachsenen (Teleiophile) deutlich voneinander abgegrenzt werden konnten. 
Dieses Ergebnis nahmen die Autoren zum Anlass, eine Überarbeitung der DSM-Kriterien anzuregen: Entweder sollte die Hebephilie als eigenständige Diagnose aufgenommen werden oder der Name des Eintrags für Pädophilie sollte in Pädohebephilie geändert werden. Möglich wäre bei diesem Modell dann eine Spezifizierung nach pädo-, hebe- oder pädohebephilen Subtypen. 
Eine Paraphilie läge zukünftig vor, wenn der Patient stärker durch Kinder und Jugendliche unter 15 Jahren erregt würde als durch Erwachsene. Eine Diagnose als hebephile oder pädohebephile Störung könnte gestellt werden, wenn der Betreffende mindestens 18 Jahre (bisher: 16 Jahre) alt ist und einen Altersabstand von mehr als fünf Jahren zum Pubertierenden aufweist.
Der Vorschlag wurde in der Entwicklungsphase des DSM-5 kontrovers diskutiert und letztlich nicht angenommen.

### Konzeptionelle Erwägungen
Blanchard et al. begründeten ihren Vorschlag mit der Tatsache, dass die gegenwärtige Definition der Pädophilie eine nicht unerhebliche Anzahl an Männern ausschließe, die eine Präferenz für ein unreifes Körperschema aufwiesen. Da die Anzahl von Männern mit einer Neigung zu Pubertierenden möglicherweise die Zahl der Pädophilen übersteige, sei die Hebephilie jedoch ein Phänomen von großer klinischer Relevanz. 
Dies gelte insbesondere vor dem Hintergrund, dass Opfer sexuellen Missbrauchs in den Vereinigten Staaten durchschnittlich 14 Jahre alt seien und Sexualstraftäter häufig nicht zwischen Prä- und Peripubertierenden differenzierten. 
Zudem würde mit der Überarbeitung eine Angleichung an die ICD-10 vorgenommen, die nach Blanchards Ansicht mit der Bezugnahme auf eine Präferenz für Kinder in einem frühen Stadium der Pubertät die Hebephilie bereits erfasse.
Kritiker des Vorschlags bestritten zwar nicht, dass Männer mit einer sexuellen Präferenz für Pubertierende existieren, und bejahten auch die Nützlichkeit einer Differenzierung zwischen Pädo-, Hebe-, Ephebo- und Teleiophilie für Forschungszwecke, lehnten jedoch eine Klassifizierung als psychische Störung ab. 
Blanchard und seine Kollegen hätten nicht überzeugend dargelegt, warum eine entsprechende Neigung als paraphil klassifiziert werden müsse. Vielfach wurde gemutmaßt, dass eine Aufnahme in das DSM hauptsächlich erfolgen solle, um ein den gegenwärtigen kulturellen, moralischen und vor allem juristischen Normen widersprechendes Verhalten zu pathologisieren. 
Einige Autoren wie Charles Allen Moser nahmen die Auseinandersetzung über die Einordnung der Hebephilie darüber hinaus zum Anlass, die Kriterien zu hinterfragen, nach denen bestimmte sexuelle Interessen als psychische Störung eingeordnet werden.

### Fragliche Devianz
Gegner einer Aufnahme in das DSM verneinen die Einordnung als sexuelle Störung und betonten dabei insbesondere die Unterschiede, die eine sexuelle Präferenz für Pubertierende im Vergleich zu einer Neigung zu vorpubertären Kindern aufweise: 
Ein sexuelles Interesse an pubertierenden Jugendlichen sei unter Männern demzufolge sehr verbreitet, so dass auch eine hebephile Präferenz nicht als deviant und damit als paraphil bezeichnet werden könne. 
Der kanadische Sexualwissenschaftler John Paul Fedoroff wies im Rückblick auf die DSM-Debatte darauf hin, dass in die vorgeschlagene Altersspanne Jungen und Mädchen fallen würden, die potenziell zeugungs- oder gebärfähig sind. 
Die forensische Psychologin Karen Franklin betonte, dass der Begriff noch bis in die 2000er Jahre relativ selten verwendet worden sei, weil Sexualforscher früherer Generationen eine solche Neigung nicht als krankhaft angesehen und ihre Untersuchung aus diesem Grund auf Pädophile beschränkt hätten. Franklins Interpretation wurde jedoch teilweise infrage gestellt.
Befürworter der Hebephilie-Diagnose wie Michael C. Seto wandten ein, dass eine Hebephilie nur in den Fällen diagnostiziert werden könne, in denen die sexuelle Erregung durch Pubertierende größer ist als die durch Erwachsene – auch wenn eine grundsätzliche Ansprechbarkeit auf Pubertierende zu einem gewissen Grad in der Allgemeinbevölkerung auftrete, sei eine hebephile Präferenz relativ selten und rechtfertige eine Einordnung als Paraphilie. 
Während der Philosoph und Sexualhistoriker Patrick Singy die Relevanz dieser Unterscheidung im Hinblick auf die Pathologisierung sexueller Neigungen anzweifelte, merkten einige Kritiker wie Allen Frances an, dass auch sie bei einem ausschließlichen Interesse an jungen Teenagern einen Störungscharakter für möglich hielten. Entscheidend wäre dieser Argumentation zufolge, inwiefern neben der Präferenz für Pubertierende ein – wenn auch geringeres – Interesse an Erwachsenen vorhanden ist.

### Evolutionsbiologische Aspekte
Besonders umstritten war in diesem Zusammenhang das gelegentlich von Gegnern der Hebephilie-Diagnose angeführte Argument, hebephile Neigungen seien aus evolutionsbiologischer Sicht möglicherweise vorteilhaft. Ray Blanchard bestritt derartige Vorteile und veröffentlichte zu diesem Thema mehrere Papiere: 
Zunächst untersuchte er eine Gruppe pädo-, hebe- und teleiophiler Sexualstraftäter und fand heraus, dass letztere signifikant mehr Kinder gezeugt hatten als Hebephile. 
Weiterhin gelangte er nach einer gemeinsam mit Raymond Hames durchgeführten Analyse anthropologischer Veröffentlichungen zu der Schlussfolgerung, dass Sex mit pubertierenden Mädchen nur in wenigen Gesellschaften verbreitet gewesen sei. 
Hierbei zitierten die beiden auch eine Studie, nach der die Kinderzahl von Mädchen aus dem Volk der Pumé, die vor ihrem 14. Lebensjahr ihr erstes Kind bekamen, geringer war als die Kinderzahl der Mädchen, die bei ihrer ersten Geburt älter waren. 
Diese Daten sprächen gegen einen Nutzen hebephiler Neigungen und belegten, dass eine hebephile Präferenz für den Reproduktionserfolg erhebliche Nachteile bringe. Blanchard merkte darüber hinaus an, dass er eine Klassifikation auf Grundlage evolutionsbiologischer Erwägungen ablehne, weil dies eine Wiederaufnahme der Homosexualität als Störung impliziere. Ohnehin sei fraglich, wie seine Kritiker auf dieser Grundlage begründen wollten, dass zwar die homosexuelle Pädophilie, nicht aber die homosexuelle Hebephilie als pathologisch betrachtet werden müsse.
Der Psychologe Bruce Rind kritisierte die Schlussfolgerungen von Hames und Blanchard. 
Ihre Analyse basiere auf einer Vielzahl gravierender Fehlinterpretationen der zitierten Publikationen, die im Ergebnis eher die Argumente der Kritiker stützten. Die Quellen hätten beispielsweise ausdrücklich festgestellt, dass in den untersuchten Gesellschaften ein Großteil der Mädchen kurz nach ihrer Menarche Geschlechtsverkehr gehabt hätten, oder würden hervorheben, dass frühe Schwangerschaften unter bestimmten Bedingungen nützlich sein könnten. 
Die von Blanchard festgestellten Unterschiede in der Kinderzahl hebephiler und teleiophiler Männer seien mit 1,30 zu 1,39 Kindern bemerkenswert gering und ließen sich mit der starken gesellschaftlichen Ablehnung hebephilen Verhaltens in gegenwärtigen westlichen Gesellschaften erklären. 
Rind und der Soziologe Richard Yuill schlugen nach einer Auswertung evolutionsbiologischer Studien vor, männliche Alterspräferenzen unter dem Einfluss der Interessen an einem hohen Reproduktionswert (am höchsten unmittelbar vor der Menarche) und einer hohen gegenwärtigen Fertilität (am höchsten im frühen Erwachsenenalter) zu betrachten. 
Es sei erwartbar, dass einige Männer eine Präferenz für pubertierende Mädchen mit einem hohen Reproduktionswert aufwiesen. Sofern sie nicht-ausschließlich ausgeprägt sei, stelle auch eine relativ starke hebephile Präferenz keine evolutionäre Dysfunktion dar.

### Mögliche Folgeschäden
Erörtert wurde zudem der „Harmful Dysfunction“-Ansatz nach Wakefield, demzufolge für eine Klassifizierung als Störung nicht nur eine evolutionäre Dysfunktion, sondern auch die Schädlichkeit der Hebephilie auf Betroffene nachgewiesen werden müsste. Der deutsche Sexualmediziner Klaus Michael Beier bezeichnete die Hebephilie in einem 2005 erschienenen Artikel als „sexualbiologisch erwartbare Reaktion“, unterstützt aber mittlerweile den Vorschlag Blanchards gerade in diesem Zusammenhang. 
Eine Klassifizierung als Störung sei gerechtfertigt, weil mit hebephilen Neigungen häufig ein erheblicher Leidensdruck einhergehe. 
Zwar lasse sich nicht nachweisen, inwiefern der Leidensdruck auf eine gesellschaftliche Stigmatisierung oder eine Dysfunktion im Sinne des „Harmful Dysfunction“-Ansatzes zurückzuführen sei, allerdings könne man letztere insbesondere bei einer ausschließlichen Ausprägung der Hebephilie vermuten.
Auch auf die Frage einer mit hebephilen Neigungen möglicherweise verbundenen Fremdgefährdung wurde eingegangen, wobei ein Teil der Kritiker diese infrage stellte. 
Gerade im Hinblick auf die Miteinbeziehung 14-Jähriger wurde auf das Schutzalter verwiesen, das bis ins 19. oder 20. Jahrhundert fast weltweit bei unter 15 Jahren lag und auch gegenwärtig in nicht wenigen Ländern sexuelle Handlungen mit 14-Jährigen erlaubt. Dem englischen Sexualwissenschaftler Richard Green zufolge ist es auch deswegen unangemessen, einen 19-Jährigen, der eine einvernehmliche sexuelle Beziehung zu seiner 14-jährigen Freundin unterhalte, als psychisch gestört zu bezeichnen.

### Kulturelle Unterschiede
Thematisiert wurden im Rahmen der DSM 5-Debatte zudem die unterschiedlichen Einstellungen vieler früherer oder nicht-westlicher Kulturen, in denen sexuelle Beziehungen mit geschlechtsreifen Jugendlichen akzeptiert worden seien oder zum Teil auch heute noch gebilligt würden. 
Der Gräzist Simon Goldhill etwa kritisierte, dass eine Gesellschaft wie die des antiken Griechenlands aufgrund ihrer positiven Einstellung gegenüber hebephilem Verhalten als krankhaft abgewertet würde. Teilweise wurde hierauf jedoch entgegnet, dass bestimmte Praktiken – wie etwa die Verheiratung pubertierender Mädchen – nicht unbedingt auf hebephile oder parthenophile Präferenzen, sondern auf wirtschaftliche und soziale Interessen zurückzuführen seien.

## Abweichende Verwendung
Im Diagnoseschlüssel DSM-IV wird in 302.2 Pädophilie mit „generell 13 Jahre oder jünger“ eine maximale obere Altersgrenze definiert. Da sich Hebephilie von Pädophilie abgrenzt, gehen manche nordamerikanische Autoren von diesem Alter aus und setzen das Mindestalter mit 14 Jahren an. Das obere Alter liegt dann bei 16, 17 oder 18 Jahren. 
Auch ist nicht alles, was durch das Schutzalter strafbar ist oder unter 18 Jahren liegt, durch den Begriff Pädophilie erfasst. Umgangssprachlich sowie moralisierend wird dies oft übersehen und der Begriff Pädophilie auch dafür verwendet. 
In den USA liegt das Schutzalter meist bei 16 Jahren, manchmal darüber bis zu 18 Jahren. So wird der Begriff Hebephilie von manchen für all diese Straftaten angeboten, die bei der weitesten Verwendung nicht durch den Begriff Pädophilie abgedeckt werden können. In der Psychologie geht es dagegen primär nicht um fixe Schutzaltersgrenzen.
Der Begriff Ephebophilie wird oft ab einer unteren Altersgrenze von etwa 14 oder 16 Jahren verwendet. Mit der Definition vom vorhergehenden Absatz kommt es dann dazu, dass Hebephilie und Ephebophilie als Synonyme gesehen werden.
Von Magnus Hirschfeld wurde der Begriff Ephebophilie für die Anziehung zu Jungen von Beginn bis zum Abschluss der Reife definiert (damals angenommenes Alter etwa 14 bis 21 Jahre, wobei 21 Jahre auch das Alter der Volljährigkeit war) und Parthenophilie für die Anziehung zu Mädchen in der Pubertät in etwa demselben Altersbereich. Ephebophilie wird oft auch für Jungen und Mädchen verwendet, manchmal nur für Jungen, Parthenophilie wird selten verwendet und ist wenig bekannt. So kommt es zur Verwendung von Ephebophilie für Anziehung zu pubertären/adoleszenten Jungen und Hebephilie für Anziehung zu pubertären/adoleszenten Mädchen.
Aus dieser Geschlechtertrennung heraus wird Hebephilie im Extremfall für präpubertierende Mädchen verwendet und als eine Spezialform der Pädophilie angesehen, so wie Päderastie manchmal als männliche Spezialform der Pädophilie angesehen wird.